# Кудайбергенов, Капа
Капа Кудайбергенов (каз. Қапа Құдайбергенов, 15 марта 1937, колхоз им. Калинина Новороссийского (ныне Хромтауский) района Актюбинской области — 3 февраля 1995, Актобе) — советский акушер-гинеколог, доктор медицинских наук (1985), профессор (1986).

## Трудовая биография
В 1964—67 годах работал врачом в Аральском районе Кызылординской области. В 1970—83 годах — ассистент, доцент, заведующий кафедрой акушерства и гинекологии Актюбинского мединститута.
Основные научные работы посвящены вопросам гинекологии и акушерства. В 1985 году защитил докторскую диссертацию в Москве по теме «Нераспространение инфекционных заболеваний у рожениц». Вместе с тем исследовал иммунологию организма ребёнка и его изменение при заболеваниях. Является также автором исследования: «Клинико-иммунологическая характеристика рожениц с послеродовой бактериальной инфекцией». В печати опубликовано 28 работ.